# Nephele quaterna
Nephele quaterna är en fjärilsart som beskrevs av Eugen Johann Christoph Esper 1794. Nephele quaterna ingår i släktet Nephele och familjen svärmare. Inga underarter finns listade i Catalogue of Life.